# Robert Wuhl
Robert Wuhl (Union Township, New Jersey, VS, 9 oktober 1951) is een Amerikaans acteur.

## Biografie
Wuhl is een komiek die later acteur en schrijver werd. Na de middelbare school in Union, New Jersey, ging hij naar de University of Houston, die hij niet afmaakte en waar hij actief was bij de toneelafdeling (met artiest en regisseur Julian Schnabel als zijn kamergenoot).
Na enkele jaren als stand-upcomedian gewerkt te hebben, kreeg hij kleine film- en televisierollen in films als The Hollywood Knights, Good Morning Vietnam, Batman en Bull Durham.
In 1983 trouwde hij met Barbara Koldys Capelli, met wie hij in 1996 samen speelde in de film Open Season.
In 1992 verscheen hij in The Bodyguard als gastheer voor de Oscars. In werkelijkheid won hij twee Emmy Awards voor als mede-schrijver bij de uitreiking van de Academy Awards in 1990 en 1991 met Billy Crystal.
Van 1996-2002 schreef en speelde hij in de Emmy-winnende HBO-serie Arli$$ als de titel karakter.
In 2005, was hij een speler in de Game Show Network's "Poker Royale" serie, een wedstrijd tussen professional poker-spelers en komieken.